# Prosopocera dalteroides
Prosopocera dalteroides är en skalbaggsart som beskrevs av Stefan von Breuning 1970. Prosopocera dalteroides ingår i släktet Prosopocera och familjen långhorningar. Inga underarter finns listade i Catalogue of Life.